# Lenguas andinas

El quechua es la familia de lenguas andina con mayor número de hablantes: se habla en Argentina, Bolivia, Chile, Colombia, Ecuador y Perú. En los países sombreados es oficial (verde fuerte) o cooficial (verde pálido).

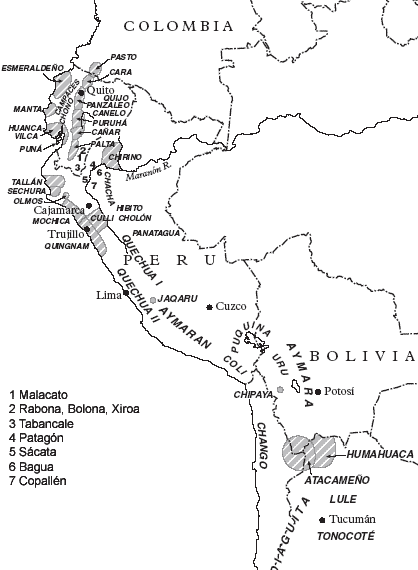
Lenguas preincaicas en el.

Las lenguas andinas son lenguas indígenas de América habladas en la región andina. Estas lenguas pertenecen a diferentes familias lingüísticas entre las que no se ha probado un parentesco cercano.
El criterio para considerar las lenguas andinas es especialmente geográfico; sin embargo, también existen ciertos rasgos tipológicos que se dan en la mayoría de ellas que permitirían considerar a la región andina como un área de convergencia lingüística. En ese aspecto, las lenguas andinas difieren tipológicamente de manera clara de las lenguas amazónicas —que podría considerarse que forman otra área lingüística con rasgos tipológicos comunes, diferentes a los rasgos de la región andina—.
Las lenguas andinas han tenido y tienen influencia en el español, idioma oficial en todos los países andinos.

## Rasgos tipológicos
Algunas tendencias típicas del área lingüística andina la sitúan aparte de otras áreas lingüísticas cercanas, como la amazónica o la mesoamericana. Entre estos rasgos están:
Tipo general:
1. Las lenguas andinas son frecuentemente sintéticas, combinan el marcaje de núcleo y el marcaje del modificador, son básicamente aglutinantes y presentan cierto grado de fusión.

Fonología:
1. Existen generalmente dos o tres consonantes líquidas, las fricativas son más numerosas que las africadas, y abunda el sistema vocálico de tres elementos /i, a, u/, siendo en general rara la existencia de vocales nasales.

Morfología nominal:
1. No suelen existir clasificadores nominales o género gramatical.
2. Existe una lista extensa de casos gramaticales, incluyendo gran número de casos oblicuos.
3. La relación de posesión a menudo incluye marcaje tanto en el poseedor como en lo poseído.

Concordancia:
1. Generalmente, el verbo concuerda con los dos argumentos principales: sujeto y objeto.
2. El alineamiento morfosintáctico suele ser de tipo nominativo-acusativo.
3. Las formas de los posesivos suelen diferir de los clíticos pronominales del verbo.

Morfología verbal:
1. La prefijación es poco frecuente.
2. Existe un sistema de afijos obligatorios para marcar el tiempo y el aspecto.

Sintaxis:
1. La subordinación incluye raramente el uso de formas verbales nominalizadas o deverbativos.
2. No suele existir incorporación nominal de ningún tipo.

Léxico
1. Existen una lista amplia de numerales o formas léxicas para designar números.

## Comparación léxica
A continuación se muestran algunas comparaciones léxicas entre los numerales de lenguas andinas:
| GLOSA | Uru     | Puquina | PROTO- ARU | PROTO- QUECHUA | PROTO- ZÁPARA | PROTO- CAWAPANO |
| ----- | ------- | ------- | ---------- | -------------- | ------------- | --------------- |
| 1     | ši      | pesk    | *maya      | *suk           | *núki         | *aʔnalaʔ        |
| 2     | piske   | so      | *paya      | *iškay         | *ko:pi        | *katuʔ          |
| 3     | čep     | kapak   |            | *kimsa         |               | *kala           |
| 4     | pácpic  | sper    | *pusi      | *çusku         |               |                 |
| 5     | paanucu | takpa   |            | *pichqa        |               |                 |
| 6     | pacchui | čiču    |            | *suqta         |               |                 |
| 7     | tohoro  | stu     |            | *qançis        |               |                 |
| 8     | cohonco | kino    |            | *pusaq         |               |                 |
| 9     | sankau  | čeka    |            | *isqun         |               |                 |
| 10    | kalo    | skata   |            | *çunka         |               |                 |

## Lenguas andinas (según Joseph Greenberg)
La mayoría de lingüistas proponen que la mayor parte de las similitudes léxicas y los rasgos gramaticales semejantes de las lenguas andinas se deben a un contacto lingüístico prolongado. Sin embargo, algunos autores como J. Greenberg y M. Ruhlen sostienen que las lenguas andinas formarían una unidad filogenética válida o macrofamilia dentro de las lenguas amerindias. Los subgrupos dentro de la macrofamilia andina de la propuesta de Greenberg son:
1. Lenguas quechuas
2. Lenguas aimaras
3. Záparo-Cahuapano
  1. Lenguas záparo-arabela
  2. Lenguas cahuapanas
4. Sabela-Itucale
  1. Sabela (huaorani)
  2. Itucale (urarina)
5. Lenguas andinas septentrionales
  1. Lenguas catacaoanas
  2. Lenguas cholonas
  3. Leko
  4. Culli
  5. Sechura
6. Lenguas andinas meridionales
  1. Kawésqar
  2. Mapudungun
  3. Gennaken
  4. Patagón
  5. Yagán

Se ha propuesto también al quechuamarán para agrupar a las lenguas quechuas y aimaras. Tanto la gran mayoría de los grupos anteriores como las divisiones dentro de los subgrupos septentrional y meridional son lenguas aisladas. La propuesta de que las lenguas anteriores constituyen una unidad filogenética, así como la división propuesta para la misma, es considerada como altamente especulativa por la mayoría de los lingüistas. Por esa razón, esta clasificación no ha sido ampliamente aceptada por los especialistas en estas lenguas.